# Chaz Davies
Chaz Davies (10 de febrero de 1987, Knighton, Powys, Gales) es un piloto británico de mototiciclismo. Es el campeón 2011 del Campeonato Mundial de Supersport y también la personalidad deportiva del año 2011 de la BBC Wales.

## Biografía

### Comienzos
Davies empezó a competir en el campeonato británico de Mini Moto en 1995, pasando a competir en el Campeonato Júnior en 1999. En la misma temporada recibió una invitación especial a los 12 años para participar en el Campeonato Aprilia Challenge 125cc. Davies terminó sexto en la general y fue el único piloto en terminar cada carrera en una posición puntuable. Él fijó un nuevo récord de vuelta en Donington Park, y le fue concedido el título "Superteen del año". Él permaneció en el campeonato por un año más, y fue subcampeón en el campeonato.
En 2001 Davies fue al Campeonato Británico 125cc, colocándose séptimo después de completar 8 de las 13 rondas. Davies fue el más joven ganador de una carrera de campeonato británico en julio en Thruxton a la edad de 14 años y 5 meses. Davies también disputó todas las rondas del Campeonato de España de Velocidad de 125cc con el equipo de Telefónica Movistar bajo la dirección de Alberto Puig. Fue nominado por la BBC para recibir el premio "Young Sports Personality of the Year" pero no lo ganó.

### Carrera internacional
En 2002, la compañía Dorna Sports colocó a Chaz con el equipo Matteoni Racing para competir en el Campeonato del Mundo de 125cc con una Aprilia. Davies se convirtió en el piloto más joven en competir en una temporada completa del Campeonato del Mundo de Motociclismo.
En 2003 se convirtió en el piloto más joven que jamás haya conseguido puntos en el Campeonato del Mundo en la categoría de 250cc, terminando 15.º en el Gran Premio Gauloises de Sudáfrica. Para la temporada de 2004, siguió siendo el piloto más joven de la parrilla por dos años de diferencia, Davies terminó 13.º en la Clasificación del Campeonato Mundial de 250cc de los 36 pilotos titulares anotando tres top ten en las últimas tres carreras de la temporada. Davies terminó 2004 con una serie de resultados sobresalientes con una moto cliente, muy inferior a las de los equipos de fábrica. Terminó 9.º en Malasia, 6.º en Australia y término con un 5.º en la última carrera en Valencia.
Davies volvió a firmar para Aprilia Germany para 2005 con la esperanza de que Aprilia le proporcionara material de fábrica después de su gran final de temporada en 2004. Con dos Top 10 en Italia y Turquía, Davies demostró nuevamente ser un piloto consistente dentro de los equipos cliente, de nuevo no pudo asegurar ningún tipo de respaldo de fábrica. Terminó el campeonato en 16 lugar

#### AMA
En 2007, Davies corrió en el campeonato AMA Supersport y Fórmula X-Treme Championship, compitiendo con una Yamaha para el equipo de Celtic Racing. En 2008 montó una Kawasaki para el Attack Kawasaki. A principios de diciembre de 2007 Davies fijó los tiempos más rápidos en dos clases mientras probaba en Daytona para la apertura de la temporada de AMA 2008. Fue nombrado ganador del Daytona 200 de 2008 después de que el ganador de la carrera original, Josh Hayes, fuera descalificado por usar un cigüeñal ilegal. Davies se convirtió en el primer corredor del Reino Unido en ganar la prestigiosa carrera.
Para 2009 Davies firmó con KWS Aprilia para correr en la nueva serie AMA Daytona Sportbike, terminando la temporada con un éxito moderado.

#### MotoGP
En 2007 hizo su debut en MotoGP, en el Mazda Raceway Laguna Seca para el Pramac d'Antin Ducati, montando una Desmosedici GP7 en sustitución del lesionado Alex Hofmann, que se estrelló en la primera práctica. Ya para la ronda de apoyo del AMA, Davies corrió con una moto desconocida y en una pista desconocida. A pesar de tiempos sólidos, lo pasaron por alto para el carrera siguiente en Brno, con Iván Silva  substituyendo a Hofmann.
El 28 de septiembre de 2007 se anunció que Chaz Davies reemplazaría a Alex Hoffmann en el equipo de D'Antin para las tres últimas rondas de la temporada de 2007. Después de no marcar en Phillip Island y Sepang, Davies se vio obligado a retirarse de la última carrera de la temporada en Valencia debido a las lesiones en sus manos y muñecas ocurridas durante las sesiones de calificación y prácticas. A Davies se le ofreció un puesto de prueba a tiempo completo con Ducati para el 2008, pero lo rechazó para regresar al AMA.

#### Campeonato Mundial de Superbikes
El 23 de septiembre de 2021, Chaz Davies anunció en conferencia de prensa su retirada del Campeonato Mundial de Superbikes al final de la temporada 2021. En sus diez temporadas en el Campeonato Mundial de Superbikes, Davies consiguió 34 victorias, 88 podios, 7 poles y 37 vueltas rápidas. Fue subcampeón mundial en tres ocasiones (2015, 2017 y 2018) y tercero en dos oportunidades (2016 y 2020).

## Estadísticas

### Campeonato del Mundo de Motociclismo

#### Carreras por año
(Carreras en negrita indica pole position, carreras en cursiva indica vuelta rápida)
| Año  | Clase  | Moto    | 1       | 2       | 3       | 4       | 5       | 6       | 7      | 8       | 9       | 10      | 11      | 12      | 13     | 14     | 15     | 16      | 17     | 18      | Pos.  | Pts |
| ---- | ------ | ------- | ------- | ------- | ------- | ------- | ------- | ------- | ------ | ------- | ------- | ------- | ------- | ------- | ------ | ------ | ------ | ------- | ------ | ------- | ----- | --- |
| 2002 | 125cc  | Aprilia | JPN Ret | RSA 21  | SPA 24  | FRA 18  | ITA 18  | CAT Ret | NED 24 | GBR 16  | GER 20  | CZE DNS | POR 11  | RÍO 29  | PAC 24 | MAL 25 | AUS 22 | VAL 28  |        |         | 29.º  | 5   |
| 2003 | 250cc  | Aprilia | JPN 18  | RSA 15  | SPA 18  | FRA Ret | ITA 13  | CAT Ret | NED 24 | GBR 13  | GER 12  | CZE 14  | POR 20  | RÍO 9   | PAC 11 | MAL 12 | AUS 15 | VAL 13  |        |         | 14.º  | 33  |
| 2004 | 250cc  | Aprilia | RSA Ret | SPA Ret | FRA 12  | ITA 17  | CAT 13  | NED 15  | RÍO 13 | GER 12  | GBR Ret | CZE 8   | POR 16  | JPN Ret | QAT 16 | MAL 9  | AUS 6  | VAL 5   |        |         | 13.º  | 51  |
| 2005 | 250cc  | Aprilia | SPA 11  | POR Ret | CHN Ret | FRA 12  | ITA 10  | CAT Ret | NED 14 | GBR Ret | GER Ret | CZE Ret | JPN Ret | MAL 12  | QAT 16 | AUS 11 | TUR 10 | VAL 16  |        |         | 16.º  | 32  |
| 2006 | 250cc  | Aprilia | SPA 13  | QAT 17  | TUR Ret | CHN 17  | FRA Ret | ITA     | CAT    | NED     |         |         |         |         |        |        |        |         |        |         | 32.º  | 3   |
| 2006 | 250cc  | Honda   |         |         |         |         |         |         |        |         | GBR Ret | GER     | CZE     | MAL     | AUS    | JPN    | POR    | VAL 21  |        |         | 32.º  | 3   |
| 2007 | MotoGP | Ducati  | QAT     | SPA     | TUR     | CHN     | FRA     | ITA     | CAT    | GBR     | NED     | GER     | USA 16  | CZE     | SMR    | POR    | JPN    | AUS Ret | MAL 17 | VAL DNS | NC    | 0   |
| 2024 | MotoE  | Ducati  | POR 9   | POR 15  | FRA 13  | FRA 12  | CAT Ret | CAT 14  | ITA 16 | ITA 14  | NED     | NED     | GER     | GER     | AUT    | AUT    | RSM    | RSM     |        |         | 16.º* | 19* |

### Campeonato Mundial de Supersport

#### Por temporada
| Temp. | Moto                | Equipo                           | Carreras | Victorias | Podios | Poles | V.Rap. | Pts | Pos  |
| ----- | ------------------- | -------------------------------- | -------- | --------- | ------ | ----- | ------ | --- | ---- |
| 2009  | Triumph Daytona 675 | ParkinGO Triumph BE1             | 3        | 0         | 0      | 0     | 0      | 22  | 20.º |
| 2010  | Triumph Daytona 675 | Team ParkinGO Triumph BE1 Racing | 13       | 0         | 4      | 0     | 0      | 153 | 4.º  |
| 2011  | Yamaha YZF-R6       | Yamaha ParkinGO Team             | 12       | 6         | 8      | 1     | 1      | 206 | 1.º  |
| Total |                     |                                  | 28       | 6         | 12     | 1     | 1      | 381 |      |

#### Carreras por año
(Carreras en negrita indica pole position, carreras en cursiva indica vuelta rápida)
| Año  | Marca   | 1      | 2     | 3     | 4     | 5     | 6     | 7     | 8     | 9     | 10      | 11    | 12      | 13      | 14    | Pos. | Pts |
| ---- | ------- | ------ | ----- | ----- | ----- | ----- | ----- | ----- | ----- | ----- | ------- | ----- | ------- | ------- | ----- | ---- | --- |
| 2009 | Triumph | AUS    | QAT   | SPA   | NED   | ITA   | RSA   | USA   | SMR   | GBR   | CZE     | GER   | ITA 4   | FRA Ret | POR 7 | 20.º | 22  |
| 2010 | Triumph | AUS 12 | POR 4 | SPA 3 | NED 4 | ITA 7 | RSA 3 | USA 4 | SMR 4 | CZE 3 | GBR 4   | GER 5 | ITA Ret | FRA 3   |       | 4.º  | 153 |
| 2011 | Yamaha  | AUS 18 | EUR 2 | NED 1 | ITA 1 | SMR 6 | SPA 1 | CZE 3 | GBR 1 | GER 1 | ITA Ret | FRA 6 | POR 1   |         |       | 1.º  | 206 |

### Campeonato Mundial de Superbikes

#### Por temporada
| Temp. | Moto                   | Equipo                          | Carreras | Victorias | Podios | Poles | V.Ráp. | Pts    | Pos  | CM |
| ----- | ---------------------- | ------------------------------- | -------- | --------- | ------ | ----- | ------ | ------ | ---- | -- |
| 2012  | Aprilia RSV4 Factory   | ParkinGO MTC Racing             | 25       | 1         | 4      | 0     | 0      | 164.5  | 9.º  | –  |
| 2013  | BMW S1000RR            | BMW Motorrad GoldBet SBK        | 27       | 3         | 6      | 0     | 3      | 290    | 5.º  | –  |
| 2014  | Ducati 1199 Panigale R | Ducati Superbike Team           | 23       | 0         | 4      | 0     | 3      | 215    | 6.º  | –  |
| 2015  | Ducati 1199 Panigale R | Aruba.it Racing–Ducati SBK Team | 26       | 5         | 18     | 1     | 5      | 416    | 2.º  | –  |
| 2016  | Ducati 1199 Panigale R | Aruba.it Racing – Ducati        | 26       | 11        | 17     | 2     | 10     | 445    | 3.º  | –  |
| 2017  | Ducati Panigale R      | Aruba.it Racing – Ducati        | 25       | 7         | 18     | 2     | 5      | 403    | 2.º  | –  |
| 2018  | Ducati Panigale R      | Aruba.it Racing – Ducati        | 25       | 2         | 12     | 1     | 3      | 356    | 2.º  | –  |
| 2019  | Ducati Panigale V4 R   | Aruba.it Racing – Ducati        | 36       | 1         | 10     | 1     | 4      | 294    | 6.º  | –  |
| 2020  | Ducati Panigale V4 R   | Aruba.it Racing – Ducati        | 24       | 2         | 9      | 0     | 3      | 273    | 3.º  | –  |
| 2021  | Ducati Panigale V4 R   | Team GoEleven                   | 31       | 0         | 1      | 0     | 1      | 143    | 12.º | –  |
| Total |                        |                                 | 268      | 32        | 99     | 7     | 38     | 3000.5 |      |    |

- * Temporada en curso.

#### Carreras por año
(Carreras en negrita indica pole position, carreras en cursiva indica vuelta rápida)
| Año  | Marca   | 1       | 1       | 2       | 2       | 3       | 3       | 4       | 4       | 5       | 5       | 6     | 6     | 7       | 7       | 8      | 8       | 9       | 9       | 10     | 10      | 11      | 11    | 12      | 12      | 13      | 13      | 14      | 14    | Pos. | Pts   |
| Año  | Marca   | R1      | R2      | R1      | R2      | R1      | R2      | R1      | R2      | R1      | R2      | R1    | R2    | R1      | R2      | R1     | R2      | R1      | R2      | R1     | R2      | R1      | R2    | R1      | R2      | R1      | R2      | R1      | R2    | Pos. | Pts   |
| ---- | ------- | ------- | ------- | ------- | ------- | ------- | ------- | ------- | ------- | ------- | ------- | ----- | ----- | ------- | ------- | ------ | ------- | ------- | ------- | ------ | ------- | ------- | ----- | ------- | ------- | ------- | ------- | ------- | ----- | ---- | ----- |
| 2012 | Aprilia | AUS DNS | AUS DNS | ITA Ret | ITA 14  | NED Ret | NED Ret | ITA C   | ITA 12  | EUR 12  | EUR 7   | USA 7 | USA 4 | SMR 6   | SMR Ret | SPA 4  | SPA 3   | CZE 11  | CZE 6   | GBR 14 | GBR 7   | RUS Ret | RUS 3 | GER 3   | GER 1   | POR DNS | POR Ret | FRA Ret | FRA 8 | 9.º  | 164.5 |
| 2013 | BMW     | AUS 4   | AUS 17  | SPA 1   | SPA 1   | NED 7   | NED 5   | ITA 5   | ITA Ret | GBR 8   | GBR 6   | POR 6 | POR 5 | ITA 6   | ITA 5   | RUS 2  | RUS C   | GBR 10  | GBR Ret | GER 3  | GER 1   | TUR 8   | TUR 6 | USA 2   | USA Ret | FRA Ret | FRA 5   | SPA 7   | SPA 5 | 5.º  | 290   |
| 2014 | Ducati  | AUS 8   | AUS 7   | SPA 4   | SPA Ret | NED 7   | NED 8   | ITA 2   | ITA 2   | GBR 5   | GBR 5   | MAL 4 | MAL 8 | ITA 4   | ITA Ret | POR 18 | POR 3   | USA Ret | USA DNS | SPA 3  | SPA 4   | FRA Ret | FRA 9 | QAT 7   | QAT 5   |         |         |         |       | 6.º  | 215   |
| 2015 | Ducati  | AUS 3   | AUS 3   | THA 11  | THA 15  | SPA 2   | SPA 1   | NED 2   | NED 2   | ITA DNS | ITA Ret | GBR 3 | GBR 3 | POR 3   | POR 4   | ITA 3  | ITA 4   | USA 1   | USA 1   | MAL 2  | MAL 1   | SPA 2   | SPA 1 | FRA 6   | FRA 2   | QAT 4   | QAT 2   |         |       | 2.º  | 416   |
| 2016 | Ducati  | AUS 2   | AUS 10  | THA 4   | THA 3   | SPA 1   | SPA 1   | NED 2   | NED 5   | ITA 1   | ITA 1   | MAL 3 | MAL 4 | GBR Ret | GBR 3   | ITA 4  | ITA Ret | USA Ret | USA 3   | GER 1  | GER 6   | FRA 1   | FRA 1 | SPA 1   | SPA 1   | QAT 1   | QAT 1   |         |       | 3.º  | 445   |
| 2017 | Ducati  | AUS 2   | AUS 2   | THA 2   | THA 6   | SPA Ret | SPA 1   | NED Ret | NED 3   | ITA 1   | ITA 1   | GBR 8 | GBR 3 | ITA Ret | ITA DNS | USA 1  | USA 3   | GER 1   | GER 1   | POR 2  | POR Ret | FRA 10  | FRA 1 | SPA 2   | SPA 3   | QAT 2   | QAT 2   |         |       | 2.º  | 403   |
| 2018 | Ducati  | AUS 3   | AUS Ret | THA 3   | THA 1   | SPA 2   | SPA 1   | NED 3   | NED 5   | ITA 4   | ITA 2   | GBR 8 | GBR 5 | CZE 8   | CZE 3   | USA 2  | USA 2   | ITA 2   | ITA 4   | POR 4  | POR 4   | FRA 5   | FRA 2 | ARG Ret | ARG 4   | QAT 8   | QAT C   |         |       | 2.º  | 356   |

| Año  | Marca  | 1      | 1      | 1      | 2      | 2     | 2       | 3      | 3       | 3       | 4      | 4     | 4     | 5       | 5     | 5       | 6       | 6      | 6       | 7       | 7      | 7       | 8      | 8     | 8     | 9      | 9       | 9       | 10    | 10     | 10     | 11      | 11    | 11    | 12      | 12     | 12    | 13    | 13    | 13     | Pos. | Pts |
| Año  | Marca  | R1     | CS     | R2     | R1     | CS    | R2      | R1     | CS      | R2      | R1     | CS    | R2    | R1      | CS    | R2      | R1      | CS     | R2      | R1      | CS     | R2      | R1     | CS    | R2    | R1     | CS      | R2      | R1    | CS     | R2     | R1      | CS    | R2    | R1      | CS     | R2    | R1    | CS    | R2     | Pos. | Pts |
| ---- | ------ | ------ | ------ | ------ | ------ | ----- | ------- | ------ | ------- | ------- | ------ | ----- | ----- | ------- | ----- | ------- | ------- | ------ | ------- | ------- | ------ | ------- | ------ | ----- | ----- | ------ | ------- | ------- | ----- | ------ | ------ | ------- | ----- | ----- | ------- | ------ | ----- | ----- | ----- | ------ | ---- | --- |
| 2019 | Ducati | AUS 10 | AUS 10 | AUS 7  | THA 15 | THA 8 | THA Ret | SPA 3  | SPA 4   | SPA 3   | NED 7  | NED C | NED 5 | ITA Ret | ITA 2 | ITA C   | SPA 7   | SPA 10 | SPA Ret | ITA 5   | ITA 17 | ITA 7   | GBR 10 | GBR 7 | GBR 9 | USA 2  | USA 2   | USA 1   | POR 2 | POR 10 | POR 16 | FRA Ret | FRA 4 | FRA 4 | ARG DNS | ARG 4  | ARG 2 | QAT 2 | QAT 5 | QAT 2  | 6.º  | 294 |
| 2020 | Ducati | AUS 8  | AUS 13 | AUS 5  | SPA 4  | SPA 5 | SPA 2   | POR 11 | POR Ret | POR 4   | SPA 2  | SPA 5 | SPA 2 | SPA 3   | SPA 5 | SPA Ret | SPA 3   | SPA 4  | SPA 1   | FRA 4   | FRA 5  | FRA 3   | POR 2  | POR 4 | POR 1 |        |         |         |       |        |        |         |       |       |         |        |       |       |       |        | 3.º  | 273 |
| 2021 | Ducati | SPA 5  | SPA 4  | SPA 19 | POR 6  | POR 9 | POR 2   | ITA NC | ITA Ret | ITA Ret | GBR 11 | GBR 8 | GBR 7 | NED 9   | NED 9 | NED 4   | CZE Ret | CZE 14 | CZE 12  | SPA Ret | SPA 7  | SPA Ret | FRA 7  | FRA 8 | FRA 5 | SPA 10 | SPA Ret | SPA DNS | SPA   | SPA    | SPA    | POR     | POR   | POR   | ARG 12  | ARG 13 | ARG 9 | INA 8 | INA C | INA 12 | 12.º | 143 |

- * Temporada en curso.